# Tallong
Tallong is een plaats in de Australische deelstaat New South Wales en telt 704 inwoners (2006).